# Steenwijkerland

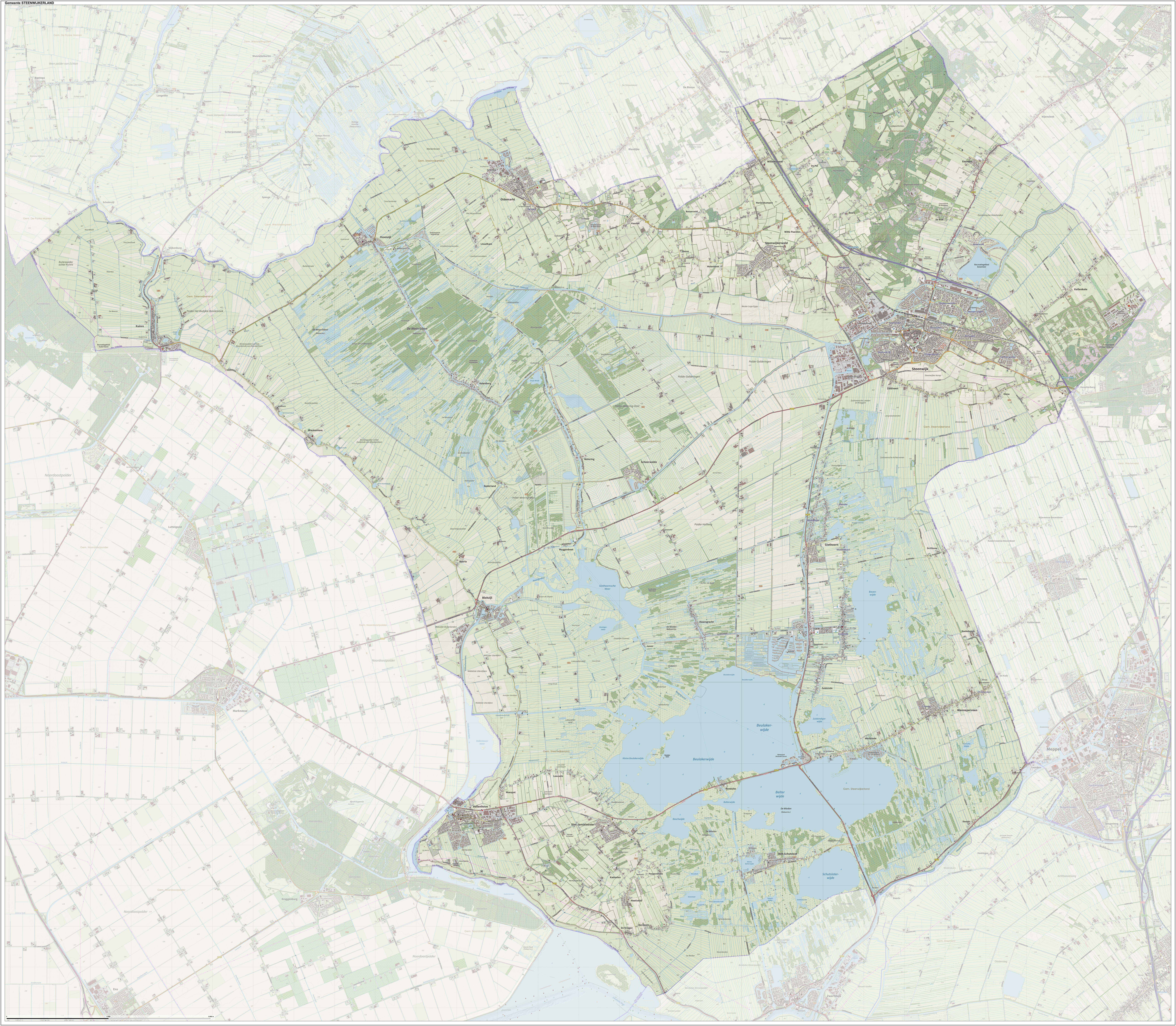
Topografische gemeentekaart van Steenwijkerland, september 2023

Steenwijkerland (uitspraakⓘ; Nedersaksisch: Steenwiekerlaand of Stienwiekerlaand) is een gemeente in de Kop van Overijssel in de Nederlandse provincie Overijssel. De gemeente telt 45.480 inwoners (1 januari 2024, bron: CBS) en heeft een oppervlakte van 322 km².

## Geografie
De gemeente grenst in het noorden aan de Friese gemeenten De Friese Meren en Weststellingwerf, in het noordoosten en oosten aan de Drentse gemeenten Westerveld en Meppel, in het zuiden aan de Overijsselse gemeenten Staphorst en Zwartewaterland en in het westen aan de Flevolandse gemeente Noordoostpolder.

### Kernen
In de gemeente Steenwijkerland liggen de volgende kernen:
| Woonplaats (BAG)  | Inwoners 2023 |
| ----------------- | ------------- |
| Baarlo            | 60            |
| Baars             | 125           |
| Basse             | 265           |
| Belt-Schutsloot   | 605           |
| Blankenham        | 320           |
| Blokzijl          | 1.395         |
| De Bult           | 530           |
| De Pol            | 260           |
| Eesveen           | 610           |
| Giethoorn         | 2.865         |
| IJsselham         | 85            |
| Kalenberg         | 225           |
| Kallenkote        | 335           |
| Kuinre            | 925           |
| Marijenkampen     | 170           |
| Nederland         | 20            |
| Oldemarkt         | 2.610         |
| Onna              | 310           |
| Ossenzijl         | 570           |
| Paasloo           | 405           |
| Scheerwolde       | 620           |
| Sint Jansklooster | 2.520         |
| Steenwijk         | 17.495        |
| Steenwijkerwold   | 1.890         |
| Tuk               | 2.165         |
| Vollenhove        | 4.370         |
| Wanneperveen      | 1.730         |
| Wetering          | 175           |
| Willemsoord       | 880           |
| Witte Paarden     | 220           |
| Zuidveen          | 620           |

Overige officiële kernen:
- Barsbeek
- Basserveld
- Blauwe Hand
- De Klosse (gedeeltelijk)
- Dinxterveen
- Doosje
- Dwarsgracht
- Heetveld
- Jonen
- Kadoelen
- De Kolk (gedeeltelijk)
- Leeuwte
- Moespot
- Molenhoek
- Muggenbeet
- Ronduite
- Zuideinde

### Aangrenzende gemeenten
| Aangrenzende gemeenten | Aangrenzende gemeenten | Aangrenzende gemeenten | Aangrenzende gemeenten | Aangrenzende gemeenten |
| ---------------------- | ---------------------- | ---------------------- | ---------------------- | ---------------------- |
| De Friese Meren (Fr)   |                        | Weststellingwerf (Fr)  |                        | Westerveld (Dr)        |
|                        |                        |                        |                        |                        |
| Noordoostpolder (O)    | Meppel (Dr)            |                        |                        |                        |
|                        |                        |                        |                        |                        |
|                        |                        | Zwartewaterland        |                        | Staphorst              |

## Geschiedenis
De gemeente is op 1 januari 2001 ontstaan en omvatte de per die datum opgeheven gemeenten Brederwiede, Steenwijk en IJsselham. Aanvankelijk was de naam van de nieuwe gemeente ook Steenwijk, maar op 1 januari 2003 werd de gemeente hernoemd tot Steenwijkerland. De gemeente komt grotendeels overeen met het historische Land van Vollenhove, naast Twente en Salland de derde landstreek van Overijssel.

## Ecologie
In de gemeente ligt het Nationaal Park Weerribben-Wieden. Het is een laagveengebied van ca 10.000 ha dat zijn vorm kreeg door de intensieve vervening. Hierdoor is een afwisselend geheel ontstaan van open water in de vorm van de Wieden en smalle legakkers, petgaten en vele vaarten die vroeger belangrijke verkeersaders vormden. De landbouwgronden werden gebruikt voor rietteelt en extensieve veeteelt. De verschillende stadia van verlanding zijn aanwezig en zorgen voor een gevarieerd geheel van biotopen. Het kenmerkende laagveengebied is als toeristisch gebied in trek en wordt intensief gebruikt voor recreatie, waarbij het zwaartepunt ligt op de varende recreatie. Ook de dorpen Giethoorn en Dwarsgracht worden gekenmerkt door de vele vaarten, waarover het transport in het verleden en in het geheel, en in de 21e eeuw nog deels, per punter plaatsvindt.
In de polders buiten het nationaal park zijn intensievere vormen van landbouw te vinden.

## Politiek
| Zetelverdeling                           | Zetelverdeling | Zetelverdeling | Zetelverdeling | Zetelverdeling | Zetelverdeling |
| Partij                                   | Zetels         | Zetels         | Zetels         | Zetels         | Zetels         |
| Partij                                   | 2006           | 2010           | 2014           | 2018           | 2022           |
| ---------------------------------------- | -------------- | -------------- | -------------- | -------------- | -------------- |
| Buitengewoon Leefbaar (BGL)              | 2              | 3              | 6              | 6              | 8              |
| Christelijke Partij Burgerbelangen (CPB) | 3              | 3              | 4              | 3              | 5              |
| PvdA                                     | 8              | 6              | 5              | 5              | 4              |
| VVD                                      | 3              | 4              | 3              | 4              | 3              |
| CDA                                      | 5              | 5              | 4              | 4              | 2              |
| ChristenUnie                             | 2              | 2              | 2              | 2              | 2              |
| GroenLinks                               | -              | -              | -              | 2              | 1              |
| D66                                      | -              | 1              | 3              | 1              | 1              |
| Veur Elkaar                              | -              | -              | -              | -              | 1              |
| Progressief Alternatief Steenwijkerland  | 2              | 2              | -              | -              | -              |
| SP                                       | 2              | 1              | -              | -              | -              |
| PVBNI                                    | -              | -              | -              | -              | -              |
| Totaal                                   | 27             | 27             | 27             | 27             | 27             |

College van burgemeester en wethouders:
- Rob Bats, burgemeester
- M. Smit, wethouder/locoburgemeester (BGL)
- T. Jongman-Smit, wethouder (PvdA)
- A.M. Harmsma, wethouder (VVD)
- M. Scheringa, wethouder (CU)

Gemeentesecretaris:
- M.W. De Graaf

Burgemeester en wethouders en de gemeentesecretaris zetelen in het gemeentehuis in Steenwijk.

## Economie
De gemeente Steenwijkerland heeft na de eeuwwisseling een sterke economische groei gekend. Belangrijke redenen voor deze groei zijn de gunstige ligging van de gemeente en de goede bereikbaarheid via weg en spoor. De gemeente wordt bediend door de A32, N331, N333, N334 en in mindere mate de N351. Vanaf het intercitystation Steenwijk kan men elk halfuur een intercity nemen naar Heerenveen, Leeuwarden en Zwolle. De treinen naar Zwolle rijden eenmaal per uur door naar Amersfoort, Utrecht en Den Haag en eenmaal per uur naar Lelystad, Amsterdam en Schiphol. Ook rijden er elk halfuur sprinters naar Leeuwarden, Zwolle en Lelystad om plaatsen te bedienen die niet door de intercity's bediend worden.

## Cultuur
De streektaal in een groot deel van de gemeente (ten noorden van de lijn Blokzijl-Wanneperveen) is Stellingwerfs, een Nedersaksisch dialect dat ook in twee aangrenzende gebieden - de Friese Stellingwerven en het grootste deel van het Drentse Westerveld - gesproken wordt. De dialecten in het overige deel van de gemeente vallen onder het Sallands.

### Monumenten
In de gemeente zijn er een aantal rijksmonumenten, gemeentelijke monumenten, en oorlogsmonumenten, zie:
- Lijst van rijksmonumenten in Steenwijkerland
- Lijst van gemeentelijke monumenten in Steenwijkerland
- Lijst van oorlogsmonumenten in Steenwijkerland
- Lijst van Stolpersteine in Steenwijkerland

### Kunst in de openbare ruimte
In de gemeente zijn diverse beelden, sculpturen en objecten geplaatst in de openbare ruimte, zie:
- Lijst van beelden in Steenwijkerland